# Башкирская отдельная кавалерийская дивизия
Башкирская отдельная кавалерийская дивизия (1919—1920) — военное формирование башкирских частей во время Гражданской войны в России.

## Формирование и история
Башкирская отдельная кавалерийская дивизия была организована по приказу № 615 председателя Революционного военного совета РСФСР Л. Д. Троцкого от 5 апреля 1919 года в городе Саранске на базе бывших военнослужащих Башкирского корпуса и мобилизованных новобранцев как Башкирская отдельная бригада.
В составе находились 1-й (ком. Али Османович Терегулов) и 2-й (ком. И. Е. Исхаков) Башкирские стрелковые полки, 1-й (ком. У. Н. Терегулов) и 2-й (ком. Х. Ф. Алишев) Башкирские кавалерийские полки. Общая численность составляла 2 972 человек (июль 1919 года).
В июле 1919 года дивизия вошла в состав 14-й армии, в сентябре 1919 года — Петроградского гарнизона, а в октябре — Башкирской группы войск.
В июле-октябре 1919 года возле городов Бахмач, Харьков и Полтава сражалась против частей армии генерала А. И. Деникина. В связи с большими потерями 1-й и 2-й Башкирские стрелковые полки были переформированы в Объединённый (сводный) башкирский стрелковый полк (ком. Али Османович Терегулов), а 1-й и 2-й Башкирские кавалерийские полки — в Объединённый (сводный) башкирский кавалерийский полк.
С сентября 1919 года дивизия направлена в г.Петроград. Части Башкирской отдельной кавалерийской дивизии участвовали в обороне Петрограда и в Ямбургской операции.
Политический отдел дивизии издавал газету «Салават» (редактор — А. Гисмати).

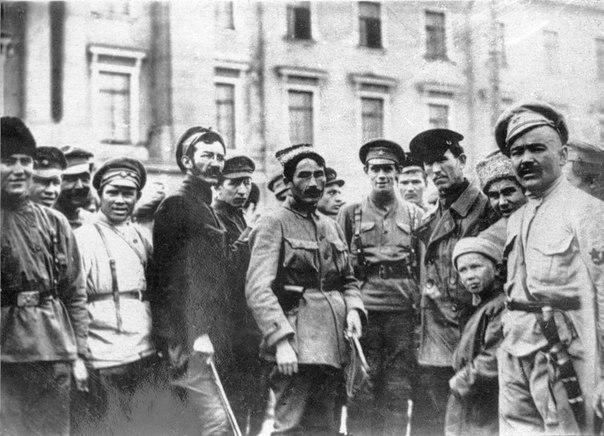
Командный состав дивизии

С января 1920 года размещалась в Новгородской губернии. В мае 1920 года Башкирская отдельная кавалерийская дивизия была расформирована, его части были объединены в 1-й Башкирский кавалерийский полк, который в июне того же года вошёл в состав Башкирской отдельной кавалерийской бригады М. Л. Муртазина.

## Командующие

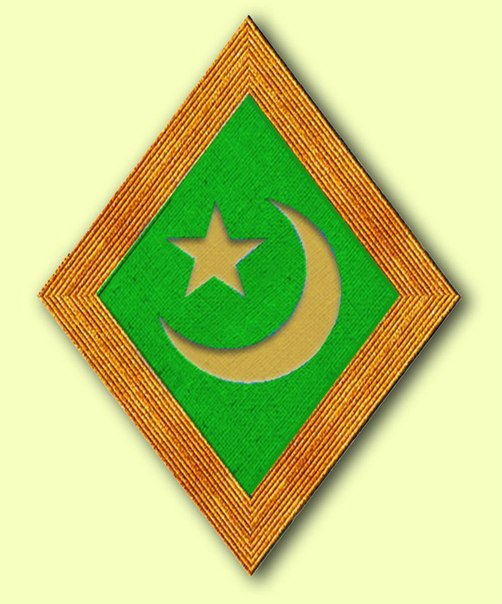

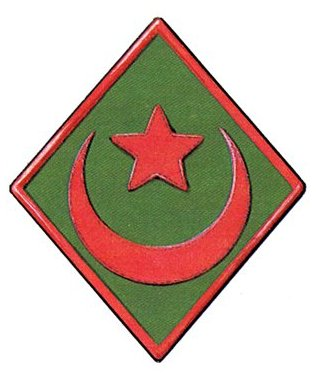

- А. М. Ахлов

## Знаки отличия
Отличительным знаком личного состава Башкирской группы войск являлся нарукавный знак. Представлял собой ромб зелёного цвета, окантованный золотым шнуром. В середине ромба помещены шитые золотом полумесяц и звезда. Кроме этого существовали другие вариации нарукавной нашивки: красная звезда и полумесяц без ромба (на гимнастёрке), зелёный ромб с красной окантовкой.

## Награды
Реввоенсоветом 7-й армии РККА дивизия была награждена боевым знаменем.